# Pterotaea lamiaria
Pterotaea lamiaria là một loài bướm đêm trong họ Geometridae.